# 아네타 슈체판스카
아네타 마리아 슈체판스카(폴란드어: Aneta Maria Szczepańska, 1974년 6월 20일 ~ )는 폴란드의 유도 선수이다.
브워츠와베크에서 태어났으며, 1996년 애틀랜타 올림픽에서 미들급 부문에 나가 결승전에서 조민선에게 패하여 은메달을 획득하였다.
1996년 체육계에서의 업적으로 황금 공훈 십자장이 수여되었다.